# Sfz (формат файлу)
SFZ є мовою розмітки, а також форматом файлу, що використовується для створення аудіо-банків та програвання віртуальними музичними інструментами (VSTi). Цей формат був розроблений засновником RGC Audio — Рене Кебаллосом. Згодом його компанія перейшла під керівництво Cakewalk, тож надалі формат розроблявся там і використовується у такому ромплері як CakeWalk Dimension. Він є вільним, може використовуватись безкоштовно чи у комерційних цілях. Любий розробник може створити віртуальний семплер або аудіо-банк, що підтримує такий формат. Він є широко-поширеним і прийнятим за основу як вільний стандарт для створення аудіо-банків будь-якого напрямку та складності.
Цей формат є конкурентом закритого формату від Native Instruments Kontakt .nki, .nkm, та SoundFonts .sf2.
Найпростіший приклад файлу:
```
<
group
>

lovel
=
0

hivel
=
127

//Це коментар

<
region
>
 
trigger
=
attack
  
pitch_keycenter
=
60
 
lokey
=
30
 
hikey
=
61
 
sample
=
SubDir
/
01
C4
.
wav

<
region
>
 
trigger
=
attack
  
pitch_keycenter
=
62
 
lokey
=
62
 
hikey
=
63
 
sample
=
SubDir
/
02
D4
.
wav

<
region
>
 
trigger
=
attack
  
pitch_keycenter
=
64
 
lokey
=
64
 
hikey
=
64
 
sample
=
SubDir
/
03
E4
.
wav

<
region
>
 
trigger
=
attack
  
pitch_keycenter
=
65
 
lokey
=
65
 
hikey
=
66
 
sample
=
SubDir
/
04
F4
.
wav

<
region
>
 
trigger
=
attack
  
pitch_keycenter
=
67
 
lokey
=
67
 
hikey
=
68
 
sample
=
SubDir
/
05
G4
.
wav

<
region
>
 
trigger
=
attack
  
pitch_keycenter
=
69
 
lokey
=
69
 
hikey
=
70
 
sample
=
SubDir
/
06
A4
.
wav

<
region
>
 
trigger
=
attack
  
pitch_keycenter
=
71
 
lokey
=
71
 
hikey
=
71
 
sample
=
SubDir
/
07
B4
.
wav

<
region
>
 
trigger
=
attack
  
pitch_keycenter
=
72
 
lokey
=
72
 
hikey
=
73
 
sample
=
SubDir
/
08
C5
.
wav

<
region
>
 
trigger
=
attack
  
pitch_keycenter
=
74
 
lokey
=
74
 
hikey
=
75
 
sample
=
SubDir
/
09
D5
.
wav

<
region
>
 
trigger
=
attack
  
pitch_keycenter
=
76
 
lokey
=
76
 
hikey
=
108
 
sample
=
SubDir
/
10E5
.
wav

```

Такий файл зберігається як звичайний текстовий файл і вибирається семплером при виборі банку звуків. Файл описує де знаходяться семпли по відношенню до нього, яким MIDI нотам відповідає аудіофайл, як його слід програвати (по-колу, один раз, зациклити з якогось часу і т.п.). В даному випадку аудіофайли зберігаються окремо, а не одним суцільним, запакованим, великим файлом. 
Не існує визначеної групи людей, яка займається підтримкою чи стандартизацією формату, тому різні семплери можуть підтримувати різну функціональність. Офіційна сторінка з описом формату була переміщена внаслідок зміни дизайну сайту від Cakewalk™. Також наразі існує друга версія, SFZ 2.0 в якій значно розширені списки опкодів.
Існують програми для створення SFZ файлів з графічним інтерфейсом, де визначати різні опції можна за допомогою мишки, а не редагуючи текстовий файл. Наприклад, zfZed (але дата останнього релізу 2010 року), SFZ Designer, SFZ Instrument Maker. 
Список віртуальних інструментів, що можуть прогарвати SFZ банки:
- Zampler-RX[6]
- sforzando[7]
- Wusik Station
- SynthMaster
- Kinetic
- Rhino
- ARIA player
- rgc:audio sfz (проект закритий)

## References
1. ↑  Архівована копія. Архів оригіналу за 19 квітня 2016. Процитовано 16 травня 2016.{{cite web}}:  Обслуговування CS1: Сторінки з текстом «archived copy» як значення параметру title (посилання)
2. ↑  Архівована копія. Архів оригіналу за 1 квітня 2016. Процитовано 16 травня 2016.{{cite web}}:  Обслуговування CS1: Сторінки з текстом «archived copy» як значення параметру title (посилання) [Архівовано 2016-04-01 у Wayback Machine.]
3. ↑  Архівована копія. Архів оригіналу за 1 травня 2016. Процитовано 16 травня 2016.{{cite web}}:  Обслуговування CS1: Сторінки з текстом «archived copy» як значення параметру title (посилання)
4. ↑  Архівована копія. Архів оригіналу за 21 травня 2016. Процитовано 16 травня 2016.{{cite web}}:  Обслуговування CS1: Сторінки з текстом «archived copy» як значення параметру title (посилання) [Архівовано 2016-05-21 у Wayback Machine.]
5. ↑  Архівована копія. Архів оригіналу за 18 травня 2016. Процитовано 16 травня 2016.{{cite web}}:  Обслуговування CS1: Сторінки з текстом «archived copy» як значення параметру title (посилання)
6. ↑  Архівована копія. Архів оригіналу за 13 травня 2016. Процитовано 16 травня 2016.{{cite web}}:  Обслуговування CS1: Сторінки з текстом «archived copy» як значення параметру title (посилання)
7. ↑  Архівована копія. Архів оригіналу за 20 травня 2016. Процитовано 16 травня 2016.{{cite web}}:  Обслуговування CS1: Сторінки з текстом «archived copy» як значення параметру title (посилання)